# Rittergut Tausa
Das Rittergut Tausa ist eine ehemalige Gutsanlage in Tausa, einem Ortsteil von Schöndorf im Saale-Orla-Kreis in Thüringen.

## Geschichte

### Mittelalter
Der Ursprung des Tausaer Rittergutes liegt im 12. oder 13. Jahrhundert. Dies war eine Zeit in der sich die Besitzverhältnisse einigermaßen stabilisierten. Bereits im 13. Jahrhundert setzte der Graf von Orlamünde einen Herrn von Obernitz als Vogt in Ziegenrück ein. 1389 hatten die Ritter Hans und Nicol von Obernitz ihren Sitz in Tausa und Kulmichen (Külmla). Ihnen waren auch die Bauern von Schöndorf gerichtlich unterstellt. Außerdem waren sie die Patrone der Kirche Tausa, Schöndorf und Bucha.

### Frühe Neuzeit
Vor 1555 war das Rittergut Tausa ein Vorwerk von Bucha und ab dem Zeitpunkt eigenständig, das sagt ein Lehnsbrief aus diesem Jahr aus.
Durch Erbteilung in der Familie von Obernitz entstanden zwischenzeitlich drei Güter. So lag das Untergut am Ortsausgang in Richtung Posen. Im Dreißigjährigen Krieg wurde es 1640 von den Schweden vollständig zerstört. Das Untergut blieb dabei immer das Hauptgut und war spätestens Anfang des 18. Jahrhunderts wieder mit den beiden anderen Gütern vereint. Ein weiteres Gut, war das Mittelgut, es lag am Ortsausgang in Richtung Külmla und wurde das Rödersche Gut genannt. Es umfasste vor allem eine Schäferei, die über den Umweg von mehreren Verkäufen wieder an das Hauptgut zurückfiel. Und es gab das Obergut, das am Ortsausgang in Richtung Volkmannsdorf lag. Am 18. April 1647 brande das Obergut bis auf die Stuben nieder und wurde somit wieder in das Hauptgut einverleibt.

### 18. bis 20. Jahrhundert

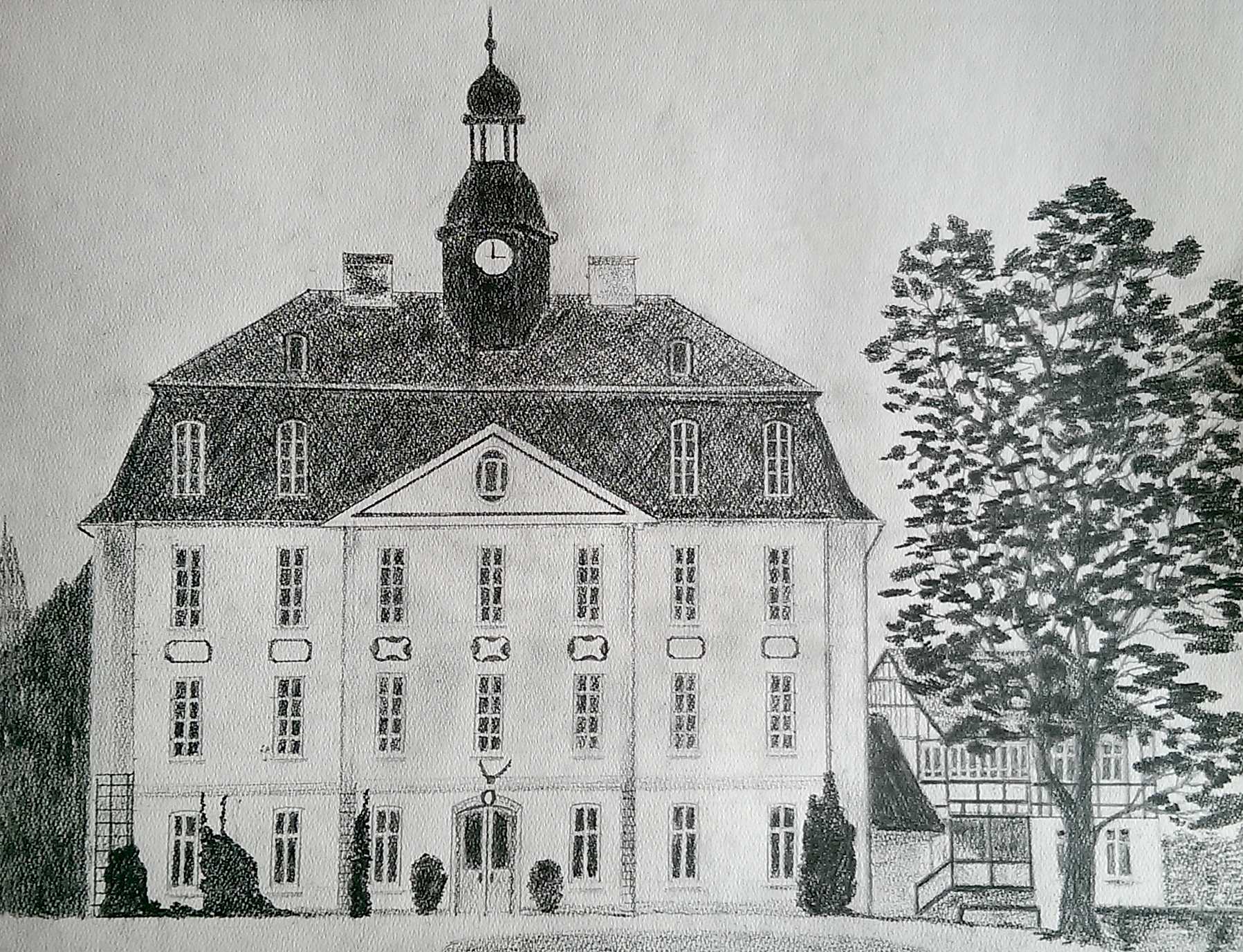
Das 1947 abgerissene Gutshaus des Ritterguts Tausa

1709 starb die Familie von Obernitz in Tausa aus und das Gut kam in anderen adligen Besitz. Nach vielen Streitigkeiten mit den Nachbarn, wegen der gemeinsamen Bewirtschaftung der Trifte, wird ein Teil des Rittergutes 1723 an Ludwig von Rietesel verkauft, der aber im Jahr 1743 einen Konkurs erlitt und das Gut weiterverkaufen musste. Das Gutshaus war ein schlossähnliches Gebäude mit drei Stockwerken und einem kleinen Glockenturm. Die Haustür trug die Jahreszahl 1797.
Nach dem Wiener Kongress war Tausa kurzzeitig preußisch und ab dem Herbst 1815 weimarisch. Dadurch erhielt das Gut zusätzlich das Patronatsrecht über Volkmannsdorf. Die Patrimonialgerichtsbarkeit, also das Recht die niedere Gerichtsbarkeit im Patrimonialbezirk ausüben zu können, blieb bis 1850 bestehen. Außerdem war das Gut noch im Jahr 1897 ein altschriftsässiges Rittergut, in dem die gesamte Familie den privilegierten Gerichtsstand besaß. Zum Gut gehörte zu der Zeit eine große Schäferei, gute Fischteiche und sehr weit liegende Viehtriften die über mehrere Ortschaften verteilt waren. Ebenfalls zum Rittergut gehörten zwei große parkartige Gärten. Die Flurnamen „Hinterm Lustgarten“ am Dorfeingang aus Külmla kommend und der „obere Garten“ von Bucha kommend, erinnern heute noch daran.
Im Jahr 1883 wurde das Rittergut durch einen großen Umbau neu gestaltet. Allerdings vernichtete ein Großbrand am 3. und 4. Januar 1907 einen Großteil des Gutes, so auch viele der umgebauten Gebäude. Einzig das Wohngebäude blieb weitestgehend unversehrt. Nach dem Brand wurden die zerstörten Gebäude wieder aufgebaut.
Im September 1920 erfolgte die Einweihung eines neuen villenähnlichen Wohnhauses. Es wurde im großen Gutsgarten, am Eingang des Dorfes aus Richtung Posen, dem Rittergut gegenüber, errichtet. Dieser Neubau diente als Ruhesitz der alten Rittergutsbesitzerin Franke. Im Laufe der 1920er Jahre kam das Rittergut in finanzielle Schieflage, deshalb mussten 1926 und 1927 mehrere Teiche mit einer Fläche von etwa 100 Morgen (25 ha) und etwa 45 Morgen (11,25 ha) Land verkauft werden. Käufer waren die Gemeinden Schöndorf und Bucha sowie Bauern der Umgebung. Am 18. Februar 1928 musste dann das gesamte überschuldete Rittergut an Hugo Weltrich aus Kleindembach verkauft werden. Dabei hatte das Gut beim Verkauf noch eine Größe von 164 ha. Außerdem wurde für den Verkauf 1927 der Verzicht auf das Patronat über die Kirche Schöndorf, Volkmannsdorf und Bucha erklärt. Der neue Besitzer konnte das Gut bis 1945 wieder wirtschaftlich sanieren.
Im Herbst 1947, nach der Ernte, wurde das Rittergut Tausa schließlich im Zuge der Bodenreform enteignet. Vorher hatte die Familie Weltrich noch vergeblich versucht, durch Teilung des Gutsbesitzes in zwei Betriebe, die Vater und Sohn gehörten, die Enteignung abzuwenden. Das gelang aber nicht. Schließlich wurde alles lebende und tote Inventar an Neubauern aufgeteilt bzw. kleinen schon bestehenden bäuerlichen Betrieben zugeordnet. Das Gutshaus des Rittergutes wurde 1948 trotz vieler Proteste abgerissen. Dabei begründete die Landeskommission zur Durchführung der Bodenreform den Abriss mit der nötigen Auflösung des Gutscharakters. Für den Abriss des Gutshauses gab es für die Bewohner von Tausa, aber auch für die Nachbargemeinden, Verpflichtungen für Arbeitseinsätze, die mit einem Stundenlohn von 0,70 Reichsmark entlohnt wurden. Das Baumaterial wurde ebenfalls an die berechtigten Bauern der Bodenreform verteilt. Die Glocke vom Glockenturm fand später seine Wiederverwendung, auf dem 1952 in der Dorfmitte gebauten Kulturhaus. Die restlichen Gebäude sowie der große Gutsgarten wurden im Zuge der Bodenreform aufgeteilt. Dadurch entstanden vier komplett neue Neubauernstellen und fünf weitere durch Um- und Ausbau sowie Wohnungen für Umsiedler.

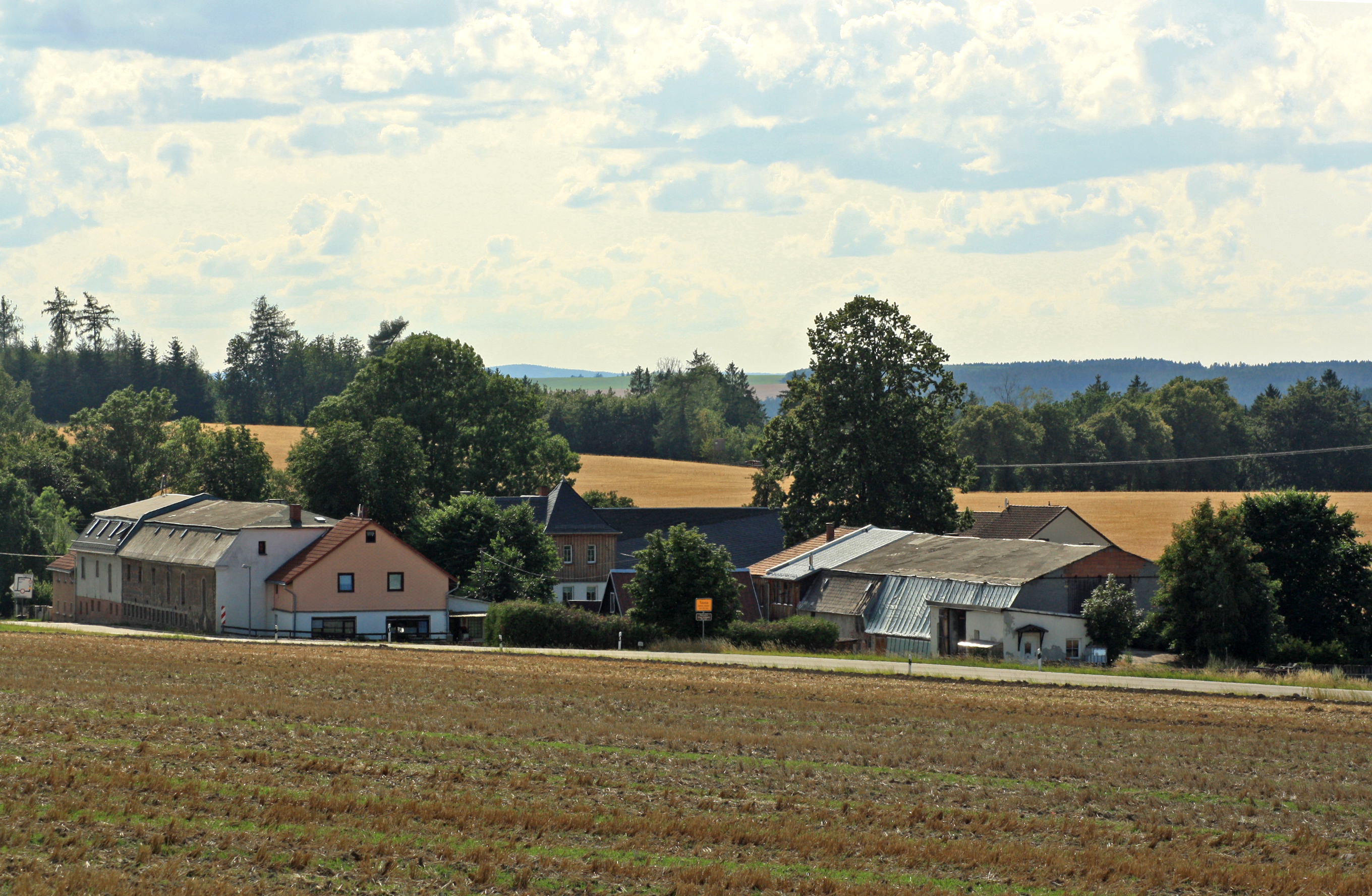
Das ehemalige Rittergut Tausa (2021)

Durch die Gründung zweier Landwirtschaftlichen Produktionsgenossenschaften, wurde ein Teil der Gebäude genossenschaftlicher Besitz. Nach mehreren Zusammenschlüssen kamen diese Gebäude in den Besitz der LPG Pflanzenproduktion „Ernst Thälmann“ Knau. Von nun an wurde der untere Stall als Abkalbststall genutzt und der obere als Jungviestall zur Aufzucht junger Kälber. Ende der 1980er Jahre wurde dann das nicht mehr genutzte und baufällig gewordene Brauhaus am Ortsausgang in Richtung Posen abgerissen.

### Gegenwart
Die genossenschaftlichen Teile der Gutsgebäude wurden nach der Wende 1989 wieder in Privatbesitz überführt. In einer großen Scheune entstand eine Produktionsstätte für Holzbriketts, die allerdings Ende der 1990er Jahre nach Külmla verlagert wurde. Später hat man diese Produktion ganz aufgegeben. Die anderen Gebäude sind mit der Zeit saniert worden, so auch das villenähnliche Wohnhaus, das heute noch als Zentrum des Komplexes wahrgenommen wird.